# 2012 en Ukraine
Chronologie de l'Ukraine
- 2008
- 2009
- 2010
- 2011
- 2012
- 2013
- 2014
- 2015
- 2016

Cette page concerne les évènements survenus en 2012 en Ukraine  :

## Évènement
- Affaire des poursuites judiciaires contre les partisans de Ioulia Tymochenko (depuis 2010)
- 3 juillet : Adoption de la loi sur la politique linguistique en Ukraine
- 26 septembre : Fusillade du Karavan de Kiev (en)
- 28 octobre : Élections législatives
- 24 décembre : Gouvernement Azarov II

## Sport
- Championnat d'Ukraine de football de deuxième division 2012-2013
- Championnat d'Ukraine de football 2011-2012
- Championnat d'Ukraine de football 2012-2013
- Coupe d'Ukraine de football 2011-2012
- Coupe d'Ukraine de football 2012-2013
- Supercoupe d'Ukraine de football 2012

## Culture
- Participation de l'Ukraine au concours Eurovision de la chanson à Bakou.

### Sortie de film
- Feathered Dreams
- L'Éternel Retour